# Rimland

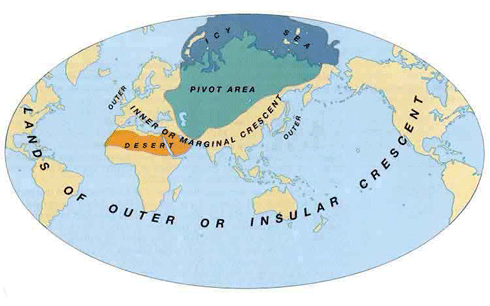
L'area pivot (in verde) secondo Mackinder. L'anello territoriale che circonda l'heartland è costituito dal rimland.

Il Rimland è la fascia marittima e costiera che circonda l'Eurasia, essa si divide in 3 zone: zona della costa europea; zona del Medio Oriente; zona asiatica. La definizione di rimland è frutto dello studioso statunitense Nicholas John Spykman, che negli anni trenta rivisitò la geopolitica come era stata concepita da Halford Mackinder.
Mackinder e Spykman hanno due visioni molto simili ma contrapposte, in quanto si focalizzano su due diverse zone, il primo sull'Heartland ('Terra-Cuore') e il secondo sul Rimland ('Terra-Orlo').
Il concetto che i due geopolitologi condividono ma sviluppano in modo differente è quello di un'area-perno, che permetterebbe il completo controllo di tutta "l'isola mondo" (termine introdotto da Mackinder, col quale s'intende l'Eurafrasia, "da Lisbona a Vladivostok al Capo di Buona Speranza"); ritenendo che il controllo di popoli e risorse dell'isola mondo darebbe l'egemonia su tutto il pianeta.

## Il concetto di rimland
Se per Mackinder l'impero zarista, all'epoca, largamente coincidente con l'Heartland, rappresenta la suddetta area-perno, Spykman si focalizza invece sulla zona intorno all'Heartland, cioè il Rimland, riconoscendola come punto strategico di massima importanza. 
Il Rimland si caratterizza per la presenza di paesi ricchi, tecnologicamente avanzati, con grande disponibilità di risorse e facile accesso ai mari.
La sua dimensione allo stesso tempo marittima e terrestre la rende attaccabile da entrambi i fronti. D'altra parte questa sua duplice natura fa sì che rappresenti una possibile zona di mediazione tra le due potenze mondiali: Stati Uniti e Russia. 
La maggiore minaccia dal punto di vista geopolitico sta proprio nell'unione tra Heartland e Rimland sotto uno stesso potere. L'unificazione di quest'area porterebbe a un blocco dei commerci, causato dall'autosufficienza dall'"isola mondo".
Nel corso della storia la zona del Rimland ha costituito la base di partenza degli assalti al potere mondiale da parte di Svezia, Francia Napoleonica e Germania prima guglielmina e poi nazista.
Al termine della guerra fredda venne ripresa la tesi di Nicholas John Spykman secondo cui gli Stati Uniti devono tendere a mantenere divisa la fascia peninsulare che circonda il  continente eurasiatico in modo che non cada sotto l'egemonia della Germania e del Giappone. Secondo Nicholas John Spykman gli USA dovrebbero allearsi con la Russia poiché ha gli stessi interessi e in seguito mantenere una presenza permanente all'interno del continente così da non permettere  alle potenze dominanti di instaurare egemonie che obbligherebbero in seguito gli Stati Uniti ad un intervento massiccio.
Per questi motivi gli USA hanno trasformato la propria strategia da continentale a grande strategia marittima, spostando così l'area chiave dal centro del continente eurasiatico al centro degli Stati Uniti.
Sempre la fine della Guerra Fredda ha causato un riavvicinamento tra Mosca e Pechino grazie al 
crollo dell'URSS e all'incremento della potenza cinese. Gli interessi congiunti russo-cinesi si rivolgono soprattutto alla zona dell'Asia Centrale (giacimenti petroliferi del Kazakistan e del Sinkiang).
Questi motivi hanno indotto a rivedere la teoria di Halford Mackinder, spostando l'Heartland verso il confine fra l'Asia Centrale e il Sinkiang.